# Bahía Blanca (película de 1984)
Bahía Blanca es una película española de drama estrenada en 1984, escrita, producida y dirigida por Jesús Franco y protagonizada en los papeles principales por Eva León, Lina Romay y Antonio Mayans.

## Sinopsis
En un pequeño pueblo de pescadores, un hombre aparece muerto de un disparo en la cabeza. Las pesquisas del comisario le llevaran a una isla donde dos hermanas regentan un café.

## Reparto
- Eva León ... Alida
- Lina Romay ... María
- Antonio Mayans ... Inspector Carlos Fernández
- Trino Trives ... León Maderos
- Analía Ivars ... Silvia Maderos
- Tony Skios ... Raúl Sebastián
- José Llamas ... Andy Sebastián
- Juan Soler ... Dr. Ramiro Sarmiento
- Ángel Ordiales ... Rufo
- Flavia Mayans
- Juana de la Morena